# La Tour de Constance
le lieu de l'action.
La Tour de Constance est un roman d’André Chamson paru en 1970 chez Plon.

## Présentation
Tout commence lorsque le jeune Samuelet Fourmaud, âgé d'une dizaine d'années, accompagne un voyageur à travers les marais de Camargue. Celui-ci est accueilli chez les parents de Samuelet, Louis et Jacquette, à Saint-Laurent-d'Aigouze. À travers les histoires croisées de la famille Fourmaud et des prisonnières de la Tour de Constance, la vie quotidienne des « nouveaux convertis » et des persécutions qu'ils subissent sont retracées, au gré des assemblées au Désert surprises, des hommes envoyés aux galères, des ministres exécutés, et, bien entendu, des femmes envoyées à la Tour. 
Samuelet prend pour épouse Claudine, une jeune fille de Saint-Laurent. Ils ont un fils, Étiennou, qui, devenu plus grand, se marie à son tour avec Judith Valette. À la fin du livre, dans l'épilogue, il se retrouve engagé dans la Garde nationale durant l'année 1790 où il parle avec un soldat plus âgé, Marcel Bernard, des persécutions qu'ont subies les protestants durant le siècle et affirme que la vraie Bastille se trouvait à la Tour de Constance.

## Analyse
Ce roman, qui comprend 568 pages, est basé sur l'histoire des prisonnières de la Tour de Constance et de l'ultime survivante Marie Durand, et amène à réfléchir sur l'intolérance religieuse.